# 劉本 (天順進士)
劉本（1418年—1477年），字源之，四川敘州府富順縣人，民籍。

## 生平
十二月二十一日生，行三，治《書經》，由國子生中式四川鄉試第二十九名舉人，年四十歲中式天順元年丁丑科會試第九十四名，第二甲第七十一名進士。三年三月擢授刑部主事，升郎中，成化八年正月升贵州按察司副使，十五年七月以事革职。

## 家族
曾祖劉清三；祖劉允椎；父劉道琦；母陰氏。永感下，妻王氏，兄思春；思學，弟思立。